# تاكايوكي إواكورا
تاكايوكي إواكورا (باليابانية: 岩倉 崇之) (مواليد 4 أغسطس 1977)، هو لاعب كرة قدم سابق كان يلعب كمهاجم.